# Nou Partit del Japó
El Nou Partit del Japó (日本新党 Nihon Shintō) fou un partit polític japonés en actiu des de 1992 a 1994.
El partit, considerat liberal, va ser fundat per en Morihiro Hosokawa, un ex membre de la Dieta i governador de la prefectura de Kumamoto, qui deixà el Partit Liberal Democràtic en protesta pels escàndols de corrupció. El 1992 el partit va aconseguir quatre membres a la Cambra de Consellers del Japó, Hosokawa inclòs. A les Eleccions generals japoneses de 1993 el partit va aconseguir 35 escons, capitalitzant el vot de descontentament amb el PLD. Hosokawa va ser nomenat Primer Ministre encapçalant un govern de coalició, però promte va ser forçat a renunciar.
L'any 1994, el partit va ser dissolt, passant els seus membres al Partit de la Nova Frontera.

## Resultats electorals

### Cambra de Representants
| Any  | Líder             | Vots      | %    | Escons   | Pos. | Govern   |
| ---- | ----------------- | --------- | ---- | -------- | ---- | -------- |
| 1993 | Morihiro Hosokawa | 5,053,981 | 8.05 | 35 / 511 | 5è   | Coalició |

### Cambra de Consellers
| Any  | Líder             | Circumscripció | Circumscripció | Circumscripció | Llista de partit | Llista de partit | Llista de partit | Escons  | Pos. | Govern   |
| Any  | Líder             | Vots           | %              | Escons         | Vots             | %                | Escons           | Escons  | Pos. | Govern   |
| ---- | ----------------- | -------------- | -------------- | -------------- | ---------------- | ---------------- | ---------------- | ------- | ---- | -------- |
| 1992 | Morihiro Hosokawa | N/D            | N/D            | N/D            | 3,617,247        | 7.97             | 4 / 126          | 4 / 252 | 4t   | Oposició |

## Líders del partit
| Núm.                                         | Nom                      | Foto             | Circumscripció | Mandat             | Mandat                | Primer Ministre | Primer Ministre  |
| Núm.                                         | Nom                      | Foto             | Circumscripció | Inici              | Final                 | Primer Ministre | Primer Ministre  |
| -------------------------------------------- | ------------------------ | ---------------- | -------------- | ------------------ | --------------------- | --------------- | ---------------- |
| Escissió del: Partit Liberal Democràtic      |                          |                  |                |                    |                       |                 |                  |
| 1                                            | Morihiro Hosokawa (1938) |                  | 1a de Kumamoto | 22 de maig de 1992 | 9 de desembre de 1994 |                 | Miyazawa 1991–93 |
| 1                                            | Morihiro Hosokawa (1938) | Hosokawa 1993–94 | 1a de Kumamoto | 22 de maig de 1992 | 9 de desembre de 1994 |                 |                  |
| 1                                            | Morihiro Hosokawa (1938) | Hata 1994        | 1a de Kumamoto | 22 de maig de 1992 | 9 de desembre de 1994 |                 |                  |
| 1                                            | Morihiro Hosokawa (1938) | Murayama 1994–96 | 1a de Kumamoto | 22 de maig de 1992 | 9 de desembre de 1994 |                 |                  |
| Partit successor: Partit de la Nova Frontera |                          |                  |                |                    |                       |                 |                  |